# Steven Brill
Steven Brill, auch Steve Brill, (* 27. Mai 1962 in Utica, New York) ist ein US-amerikanischer Filmregisseur, Schauspieler und Drehbuchautor.

## Leben
Brill schloss ein Studium an der Filmfakultät der Boston University ab. Er machte sich in Hollywood mit Filmen wie Edward mit den Scherenhänden oder Mighty Ducks – Das Superteam in den späten 1980er und den frühen 1990er Jahren einen Namen. 1995 gab er sein Regiedebüt in dem Film Pfundskerle mit Ben Stiller. In Brills neuester Komödie Drillbit Taylor – Ein Mann für alle Unfälle (2008) mit Owen Wilson in der Titelrolle geht es um drei Schulanfänger, die aufgrund der Bedrohungen des Schulrüpels einen Billig-Bodyguard anheuern. 2013 wurde der Episodenfilm Movie 43 veröffentlicht, für den Brill ein Segment inszenierte.

## Filmografie (Auswahl)
als Schauspieler
- 1989: Adam Sandler’s Love Boat (Going Overboard)
- 1989: Sex, Lügen und Video (Sex, Lies, and Videotape)
- 1990: Beinahe ein Engel (Almost An Angel)
- 1990: Edward mit den Scherenhänden (Edward Scissorhands)
- 1991: Crash – Trip in den Tod (Dead Silence)
- 1992: Mighty Ducks – Das Superteam (The Mighty Ducks)
- 1994: Mighty Ducks II – Das Superteam kehrt zurück (D2: The Mighty Ducks)
- 1994: When a Man Loves a Woman – Eine fast perfekte Liebe (When a Man Loves a Woman)
- 1996: Mighty Ducks III – Jetzt mischen sie die Highschool auf (D3: The Mighty Ducks)
- 1999: Big Daddy
- 2001: Joe Dreck (Joe Dirt)
- 2002: Mr. Deeds
- 2007: Beim ersten Mal (Knocked Up)
- 2008: Drillbit Taylor – Ein Mann für alle Unfälle (Drillbit Taylor)

als Regisseur
- 1995: Pfundskerle (Heavy Weights)
- 1998: Mit Vollgas durch die Nacht (Late Last Night)
- 2000: Little Nicky – Satan Junior (Little Nicky)
- 2002: Mr. Deeds
- 2004: Trouble ohne Paddel (Without a Paddle)
- 2008: Drillbit Taylor – Ein Mann für alle Unfälle (Drillbit Taylor)
- 2013: Movie 43
- 2014: Mädelsabend – Nüchtern zu schüchtern! (Walk of Shame)
- 2016: The Do-Over
- 2017: Sandy Wexler
- 2020: Hubie Halloween

als Drehbuchautor
- 1992: Mighty Ducks – Das Superteam (The Mighty Ducks)
- 1994: Mighty Ducks II – Das Superteam kehrt zurück (D2: The Mighty Ducks)
- 1996: Mighty Ducks III – Jetzt mischen sie die Highschool auf (D3: The Mighty Ducks)
- 1998: Mit Vollgas durch die Nacht (Late Last Night)
- 2000: Ready to Rumble
- 2000: Little Nicky – Satan Junior (Little Nicky)

als Produzent
- 1994: Mighty Ducks II – Das Superteam kehrt zurück (D2: The Mighty Ducks)
- 1996: Mighty Ducks III – Jetzt mischen sie die Highschool auf (D3: The Mighty Ducks)